# 苇菅
苇菅（学名：Themeda arundinacea）为禾本科菅属下的一个种。

## 扩展阅读
- 維基物種上的相關：苇菅